# Кудряшов, Трофим Павлович
Трофим Павлович Кудряшов (14 (26) апреля 1891 — 26 октября 1939) – советский хозяйственный, государственный и политический деятель.

## Биография
Родился 14 (26) апреля 1891 года в деревне Ратчиной Ташировской волости Верейского уезда Московской губернии в семье крестьян Павла Алексеевича и Варвары Ивановны. Крещён в день рождения. 
Член ВКП(б) с 1918 года.
С 1915 года — на хозяйственной, общественной и политической работе. В 1915—1938 годах — участник Первой мировой войны, военком Рудневской волости, участник Гражданской войны, член коллегии Наро-Фоминского уездного экономического отдела, заведующий Наро-Фоминским уездным коммунальным отделом, мастер, секретарь фабрично-заводского комитета, заведующий лесными складами деревообделочного завода «Мосдрев», заместитель директора 2-го деревообделочного завода, директор Костеревской катушечно-челночной фабрики, инструктор Кардолента по качеству деревянных изделий, директор деревообделочного завода «Мосстроя», управляющий «Дальстройтрестом», заведующий меблировкой строительства Дворца Советов, начальник Сектора капитального строительства «Союзмебели», директор Красносельской мебельной фабрики, управляющий «Фанеротрестом», народный комиссар лесной промышленности РСФСР.
Избирался депутатом Верховного Совета РСФСР 1-го созыва.
Умер в Москве в 1939 году.